# De hvide roser
De hvide roser (originaltittel: Die weißen Rosen) er en tysk stumfilm fra 1916 instrueret af Urban Gad efter eget manuskript og med Asta Nielsen i hovedrollen. Filmen er en detektivfilm i tre akter. Filmen er Asta Nielsens eneste detektivfilm.
Filmen blev produceret af Projektions-AG „Union“ (PAGU) i studierne i Berlin-Tempelhof med Ernst Körner som assisterende instruktør. 
Filmen havde dansk premiere den 23. oktober 1916 i Palads Teatret. Den tyske censur forbød filmen i flere omgange, hvorfor filmens tyske premiere måtte udskydes til den 23. marts 1917.

## Medvirkende
- Asta Nielsen som Thilda Wardier.
- Ernst Hofmann som Adam.
- Max Landa som Lord Kenley / Henry von Muiden.
- Mary Scheller som de Rochard.
- Fred Immler som Mr. Morton.